# Rościn (Myślibórz)
Pour les articles homonymes, voir Rościn (Choszczno).
Rościn est une localité polonaise située dans la gmina mixte et le powiat de Myślibórz en voïvodie de Poméranie-Occidentale. Elle se situe à environ 57 km au sud de la capitale régionale Szczecin. Sa population est de 240 habitants.

## Géographie

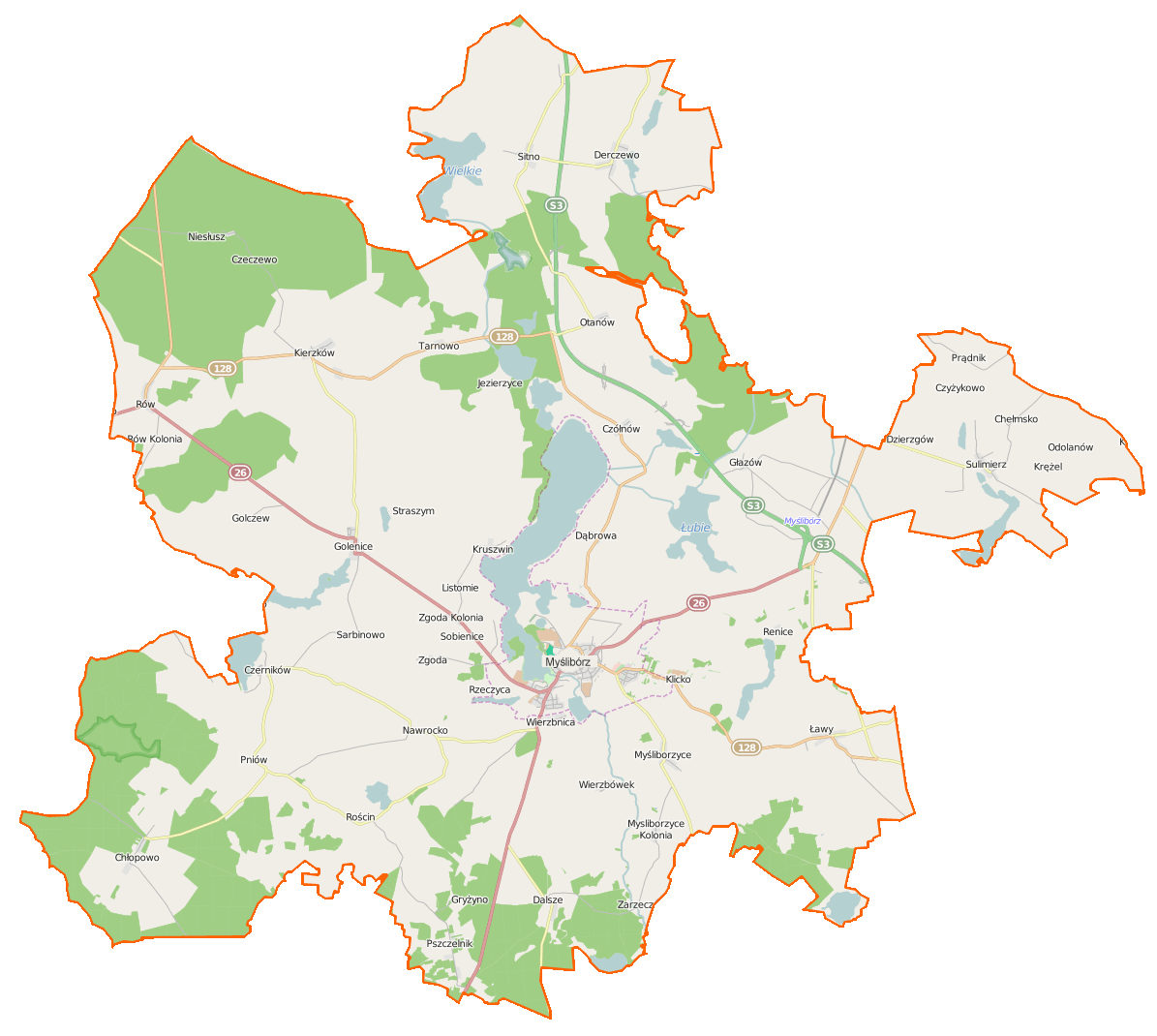
Carte de la gmina de Myślibórz.